# Ole Daniel Enersen
Ole Daniel Enersen, né le 14 mars 1943 à Oslo et mort le 1er janvier 2024, est un alpiniste, journaliste, écrivain et historien de la médecine norvégien.

## Biographie
En 1965 il est le premier, avec Leif Normann Petterson, Odd Eliassen and Jon Teigland, à réussir l'ascension du « Mur des Trolls », une falaise verticale de plus de 1 000 mètres de hauteur de la région du Romsdal, en Norvège,.
En 2000, il publie un roman de fantasy intitulé Dragen som elsket meg (Le Dragon qui m'aimait).
Il est l'auteur et l'administrateur du site Who Named It?, un dictionnaire en ligne d'éponymes médicaux.
Enersen est représenté par l'agence photographique norvégienne Samfoto.